# Jack Mogale
Jack Mogale, meglio noto come "West-End Serial Killer" (Sudafrica, 1969 circa), è un serial killer sudafricano, autore di 16 omicidi.

## West End Serial Killer

### Omicidi
Gli omicidi partirono nel marzo 2008 e si conclusero un anno dopo, nel marzo 2009. Tutte le vittime erano donne, con l'eccezione di un bambino; prima di essere strangolate o picchiate con dei sassi o mattoni venivano stuprate. Le zone colpite erano Westonaria, dove c'era la sua residenza, e Lenasia, a sud di Johannesburg.

### Arresto
Mogale venne incastrato a seguito dello stupro di una donna di 19 anni all'inizio di marzo 2009 a Venterspost: lei si era smarrita e lui le offrì un passaggio con la scusa di essere un predicatore e un profeta della Chiesa Cristiana di Zion (ZCC). Al posto di portarla a destinazione la spinse in un campo isolato fuori Westonaria, la picchiò con un mattone, la sodomizzò e la derubò. La donna perse i sensi e si risvegliò più di 24 ore dopo: aveva la mascella dislocata ed era piena di ferite infestate dai vermi.
La polizia investigò sull'attacco e scoprì che era identico a molti altri avvenuti nella stessa zona.
Mogale fu arrestato la notte del 27 marzo 2009 da una squadra di agenti che lo prelevò da casa a Zuurbekom, a sud di Johannesburg. Una poliziotta testimoniò che, prima di essere bloccato, Jack cercò di orinare addosso agli agenti.
Durante la perquisizione venne recuperato il cellulare della ragazza e altri oggetti che lo incastrarono. Jack possedeva una Volkswagen Golf bianca, la stessa macchina che aveva l'aggressore; il numero di targa corrispondeva.
Dopo che i cadaveri in stato avanzato di decomposizione furono trovati, la polizia gli attribuì 16 omicidi, 19 stupri, 18 sequestri di persona e tanti altri capi d'imputazione, 61 in totale. Gran parte delle vittime vennero identificate; le indagini si svolsero sotto la consulenza del professor Gerard Labuschagne e di un team di esperti. A conclusione si scoprì che le 16 donne erano state uccise con un modus operandi simile; i delitti erano opera di un serial killer.

### Processo
Egli si difese davanti all'Alta Corte di Gauteng dichiarando che la donna stuprata era la sua amante. La ragazza diede poi la sua versione ai giudici, dicendo ovviamente di non averlo mai conosciuto prima.
Un agente di polizia testimoniò che Mogale, durante una sua confessione, si attribuì solo 7 casi di imputazione. Davanti alla corte egli negò di avere confessato questa cosa e si dichiarò innocente.
Il killer fu rimproverato più volte dai giudici per la sua elusività nel rispondere alle domande e per l'abitudine di parlare a voce troppo bassa. Essi si accorsero che spesso cadeva in contraddizioni; ciò mise in dubbio la sua affidabilità di testimone.
Successivamente affermò che, la notte del suo arresto, la polizia doveva avere preso un preservativo che aveva usato con la moglie Charlotte Manaka e lo aveva usato su diverse scene del crimine per incolparlo. Ma questa dichiarazione fu presto smentita; il giudice, in merito a ciò, disse che l'affermazione era da respingere perché “inverosimile” e “fallace”.
All'udienza testimoniarono anche altre due donne, che fecero la ricostruzione di un omicidio: il 23 febbraio 2009 Mogale si diresse al Caltex Waterpan Garage e cercò di attirare in casa una prostituta di nome Noziko; dopo il suo rifiuto ripiegò su una sua collega, Nothembela Ntabisa; lui le rifilò un rimedio a base di foglie di tè per i problemi uterini e le chiese di “mettere le erbe nella vagina e di fare sesso con lui per esorcizzare gli spiriti maligni”.
Il suo cadavere venne trovato a meno di un chilometro di distanza dalla casa del killer. Dalla scena del crimine fu recuperato un preservativo contenente il DNA dell'aggressore: con questo si poterono accertare 4 suoi stupri.

### La fine
Il 17 febbraio 2011 venne trovato colpevole dal giudice Frans Kgomo di 52 delle 61 accuse: 19 stupri, 9 sequestri di persona, un tentato omicidio, un tentato stupro, 3 rapine aggravate, una frode e un capo di imputazione per non avere rispettato alcune misure restrittive di libertà condizionata.
Non per ultimo, gli vennero anche accertati 16 omicidi.
La pena prevista era di 16 ergastoli, a cui vennero aggiunti altri 23 anni di carcere.
Il giudice, in merito alla condanna, disse che Mogale era "pericoloso per le donne e la società"; probabilmente per questo non gli ha concesso la libertà condizionale.
Dopo la condanna il killer si alzò in piedi e urlò "che sarebbe stato liberato presto".
Jack Mogale è tuttora recluso in cella; difficilmente ne uscirà.